# Tanze Tango mit mir
Tanze Tango mit mir ist ein deutscher Film aus dem Jahr 2021.

## Handlung
Frank wird nach einem überstandenen Herzinfarkt aus der Klinik entlassen. Er soll jede Anstrengung vermeiden. Seine Frau Kathrin achtet aus Sorge um ihren Mann und die Zukunft der Familie auf seine Gesundheit, indem sie regelmäßig seinen Blutdruck kontrolliert. Sie selbst arbeitet als Pflegerin. Im Haushalt lebt auch die halbwüchsige Tochter Paula. Frank bringt seine ihm gegenüber sehr kritische Schwiegermutter Ingrid regelmäßig mit dem Auto seiner Frau zum Aquajogging.
Er selbst arbeitet gemeinsam mit seinem Kollegen Navid als Pförtner in einem Theater. Dort probt eine Tangotanzgruppe unter der Leitung von Maresa. Frank traut sich versuchsweise in den Kurs und Maresa bringt ihm die notwendige innere Haltung zur Tanzpartnerin sowie zum eigenen Körper nahe. Frank entwickelt eine Leidenschaft zum Tango und besorgt sich heimlich das dafür notwendige Outfit. Er steigt immer mehr in die Welt des Tangos ein und wird sogar zu Vorführtänzen eingeladen. Bisweilen ängstigt ihn sein Herzzustand, aber zu Beginn eines Tanzes wächst er jedes Mal über sich hinaus. Es entsteht obendrein eine leichte Rivalität zum Favoriten in der Tanzgruppe, Esequiel.
Frank verheimlicht seine neue Leidenschaft vor seiner Familie, die mehrere Probleme zu bewältigen hat: Die Wohnung wird wegen Eigenbedarfs gekündigt und für den Kauf einer neuen müssten Frank und Kathrin ihre gesamten Ersparnisse der Bank opfern. Dann stellt sich noch heraus, dass Paula ausgiebig die Schule geschwänzt hat. Bei einem Elterngespräch erfährt Kathrin schockiert, dass Paulas Lehrerin Julia Franks Tanzpartnerin ist. Sie wirft ihn aus der gemeinsamen Wohnung, und er muss bei seiner Schwiegermutter um Asyl bitten, weil seine Freunde ihm keins gewähren.
Sowohl er als auch Kathrin gehen während der Trennungszeit separat zur Bank und sorgen für die Bewilligung des Kredits für eine neue Wohnung. Bei einem öffentlichen Schautanzen beobachtet Kathrin ihren Mann und ist begeistert, auch Paula schaut in Begleitung seines Kollegen erwartungsvoll zu.

## Produktion
Die Erstausstrahlung fand am 10. März 2021 in Das Erste statt. Dabei hatte er mit 4,98 Mio. Zuschauer einen Marktanteil von 15,2 %.

## Kritik
TV Spielfilm lobt: „Rhythmus und Takt stimmen: einfach schön, dieser Film“. Besonders herausgehoben wird die Besetzung: „Der stille Film [bietet] auf den zweiten Blick eine fulminante One-Man-Show — mit wunderbar harmonierenden Nebendarstellern.“
Der TV-Kritiker Rainer Tittelbach schrieb, „Tanze Tango mit mir“ sei keine „schicke Dramödie in knalliger HD-Optik“, sondern eine „charakterstarke Komödie des Lebens“, die die Herzen frei mache und im Rhythmus des Tangos schlagen lasse, ohne ins Menschelnde oder gar Kitschige wegzugleiten. Es sei ein Film, der einen von Minute zu Minute mehr in seine fürs deutsche Fernsehen ungewöhnliche Geschichte mitnehme.